# 他人丼
他人丼（たにんどん、たにんどんぶり）とは、鶏肉以外の肉（牛肉や豚肉など）をタマネギなどと一緒に割下で煮て、鶏卵でとじて飯の上に乗せた日本発祥の丼物（米飯料理）である。継子丼（ままこどん、ままこどんぶり）ともいう。
名称については、親子丼が玉子も肉も鶏を用いて「親子」に見立てているのに対し、他人丼は玉子と「他人」に相当する別種の肉を使用していることに由来する。
なお、牛肉を用いたものは牛とじ丼とも呼ばれる。

## 呼称

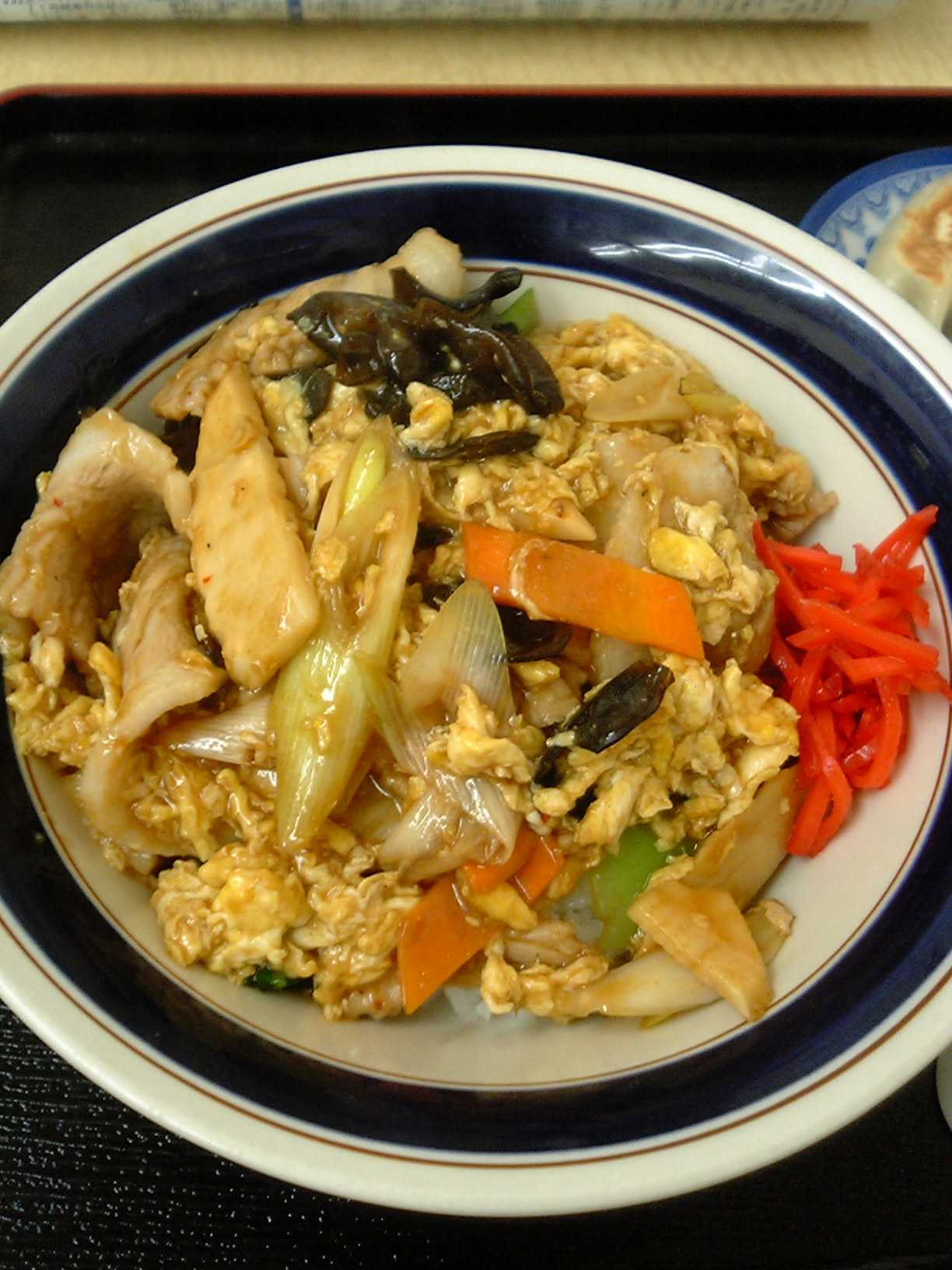
豚肉を用いた「開化丼」（関東）

主に西日本にて使用される名称であり、基本的に牛肉が用いられる。関東地方では牛肉や豚肉を用いた同種の料理を「開化丼」と呼称するが、これは明治初年に始まった文明開化の象徴となる畜肉料理であったからといわれている。
なか卯では、牛肉を用いたものが「牛とじ丼」と呼ばれているのに対し、豚肉を用いたものは（生姜も用いていることからも）「豚生姜丼」と呼ばれている。
はり重では、「うちの牛肉が一番旨い（ナンバーワン）」と「牛肉（ビーフ）とお椀（ワン）」を掛けて「ビーフワン」と呼ばれている。

## 類似する麺料理
類似する麺料理として、他人うどんや他人そばを取り扱う飲食店も存在する。